# العسیری
العسیری یک منطقهٔ مسکونی در قطر است که در دوحه واقع شده‌است.